# Обратная сторона стероидов
Обратная сторона стероидов (англ. Up the Down Steroid) — 2 эпизод 8 сезона (№ 113) сериала «Южный парк», премьера которого состоялась 24 марта 2004 года. В серии поднимается проблема использования спортсменами стероидов для достижения лучших результатов.

## Сюжет
Тимми и Джимми тренируются для участия в Специальной Олимпиаде для детей-инвалидов. Они приглашают Стэна, Кайла, Кенни и Картмана прийти за них поболеть; когда они уходят, Картману приходит в голову мысль пробраться на Специальные олимпийские игры под видом инвалида и, используя своё преимущество перед инвалидами, выиграть. Кайл в ужасе от этой идеи, однако остановить Эрика ему не удаётся, и тот начинает долгие поиски «инвалидного» образа. В конечном итоге Эрик уродует своё лицо жуткой гримасой и надевает на голову шлем; этот образ его устраивает.
Тем временем Джимми продолжает упражняться, но понимает, что он недостаточно хорош. После окончания одной из тренировок Нейтон предлагает ему попробовать стероиды; Джимми с сомнением относится к этой идее, однако решается принять их один раз на пробу. Вскоре он отмечает значительные улучшения во всех показателях, становится всё более накачанным. Параллельно с этим он начинает встречаться с девочкой. Однако приём стероидов делает его всё более жестоким, и даже из-за мелочных разногласий он избивает свою подружку и свою мать.
Кайл сообщает Картману, что его план сорвался, потому что на Специальные олимпийские игры записываются вместе с родителями. Тогда Картман произносит перед матерью проникновенную речь о том, что хочет побыть среди инвалидов, чтобы понять их изнутри и осознать свою неправоту в насмешках над ними. Мама Картмана соглашается, и он записывается на участие в соревнованиях.
После очередной тренировки Тимми находит в сумке у Джимми стероиды. Он в недоумении; Джимми говорит, что ему плевать на мнение друга. Тимми пытается объяснить проблему школьному психологу, однако, так как он использует при этом только слова «Тимми» и «Джимми», это ему не удаётся.
В конечном итоге во время Специальных олимпийских игр во всех видах спорта первым становится Джимми. Картман же, напротив, проваливает абсолютно все дисциплины, в которых участвует. Во время вручения призов Эрику достаётся утешительный приз за худшие результаты; Джимми замечает его на сцене и хочет обвинить в мошенничестве. Но Тимми напоминает ему, что он сам выиграл нечестным путём. Джимми признаётся во всём, извиняясь перед родителями, своей подругой, лучшим другом и всеми присутствующими. Картман подходит к Стэну, Кайлу и Кенни и начинает объяснять, что всё это он подстроил специально, чтобы Джимми понял свою неправоту, но те ему не верят, Картман кричит: «Ах вот вы как, уроды! Пора вам повзрослеть, козлы!» и уходит.